# Theodor Tolsdorff
Theodor Tolsdorff est un Generalleutnant allemand de la Seconde Guerre mondiale, né le 3 novembre 1909 à Lehnarten, arrondissement d'Oletzko (Empire allemand) et mort le 25 mai 1978 à Dortmund (Allemagne de l'Ouest).
Il a été décoré de la croix de chevalier de la croix de fer avec feuilles de chêne, glaives et brillants, la deuxième plus haute décoration militaire du Troisième Reich.

## Biographie
Theodor Tolsdorff est né en province de Prusse-Orientale. Après ses études, il se destine à reprendre le domaine familial. La crise des années 1930 le pousse à s'engager dans l'armée. Il intègre, comme volontaire en 1934, le 1er régiment d'infanterie. Il est nommé Oberleutnant (lieutenant) en 1936, et se retrouve en 1939 à la tête d'une compagnie lors de l'invasion de la Pologne.
Toujours lieutenant, lors de l'invasion de l'Union soviétique en juin 1941, il remplace, au pied levé, son chef de bataillon blessé. Son unité se trouve en ce début de la guerre à l'Est dans les pays baltes. Il est blessé à son tour.
Après sa convalescence, il est nommé Hauptmann (capitaine) et retourne au combat près de Leningrad. Il est blessé au pied droit à la frontière finlandaise. Sa carrière semble compromise. Pourtant, après sa convalescence de plusieurs mois, il reprend le chemin des combats du front de l'Est en septembre 1942.
Promu Major (commandant) en janvier 1943, il prend le commandement du 1er bataillon et combat toujours près de la frontière finlandaise au lac Ladoga, au nord-est de Leningrad.
En septembre 1943, à la mort de son chef, il prend le commandement du 22e régiment d'infanterie. Blessé au ventre, il est alors déclaré inapte. Après sa convalescence, il intègre l'école militaire de Metz, comme instructeur, avec le grade d’Oberstleutnant (lieutenant-colonel).
Après de nombreuses demandes de mutation, il rejoint à l'été 1944, le front de l'Est, et est chargé de la défense de la ville de Vilnius (Lituanie). Ses actions de retardement permettent l'évacuation de milliers de blessés : il est nommé Oberst (colonel).
En août 1944, sur ordre de Hitler, il retourne en formation. C'est en décembre 1944, avec le grade d’Oberst, qu'il participe à l'offensive des Ardennes. Promu Generalmajor (général de brigade) le 30 janvier 1945, Tolsdorff est à nouveau promu le 18 mars 1945, au grade de Generalleutnant (général de division). C'est à la tête du 82e corps d'armée qu'il se rend aux Américains le 8 mai 1945. Il est prisonnier de guerre pendant deux ans.
À sa libération le 9 mai 1947, Tolsdorff entre dans l'entreprise de transport de son beau-père et travaille comme chauffeur de poids lourds. À partir de 1960, il entre dans la société Deutschen Asphalt AG et y reste jusqu'à sa retraite en 1974.
Theodor Tolsdorff meurt en 1978 à Dortmund, à l'âge de 68 ans.

## Controverse
Au milieu des années cinquante, Tolsdorff est accusé de l'exécution du Hauptmann Franz Xaver Holzhey, deux heures avant la reddition des Allemands aux Alliés. 
Il est d’abord condamné à trois ans et demi de prison. La Cour fédérale annule ce jugement au motif que Tolsdorff a appliqué le droit pénal militaire au cas de Holzhey et ordonne le renvoi devant le tribunal de Traunstein. 
Tolsdorff est acquitté lors de ce deuxième procès le 24 juin 1960. Ce jugement déclenche de nombreux débats sur la réalité de la dénazification dans la justice de la jeune République fédérale d’Allemagne. Il provoque l'indignation de la population de Traunstein.

## Décorations
- Croix de fer (1939) :
  - 2e classe, le 22 septembre 1939 ;
  - 1re classe, le 23 octobre 1939.
- Insigne de combat d'infanterie en argent.
- Insigne des blessés :
  - en or.
- Insigne de destruction de blindés.
- Croix allemande en or le 23 août 1942 en tant que Hauptmann dans le I./Infanterie-Regiment 22[2].
- Croix de chevalier de la croix de fer avec feuilles de chêne, glaives et brillants :
  - croix de chevalier le 4 décembre 1941 en tant que Oberleutnant et chef du 14./Infanterie-Regiment 22[3] ;
  - 302e feuilles de chêne le 15 septembre 1943 en tant que Major et commandant du I./Füsilier-Regiment 22[3] ;
  - 80e glaives le 18 juillet 1944 en tant que Oberstleutnant et commandant du Grenadier-Regiment 1067 et chef du Kampfgruppe « Tolsdorff »[3] ;
  - 25e brillants le 18 mars 1945 en tant que Generalmajor et commandant de la 340. Volksgrenadier-Division[3].
- Mentionné dans le bulletin radiophonique Wehrmachtbericht le 14 juillet 1944.